# Stablemates (Jazzstandard)
Stablemates ist eine Jazz-Komposition des Tenorsaxophonisten und Arrangeurs Benny Golson aus dem Jahr 1955, die sich zum Jazzstandard entwickelte. 

## Struktur des Stücks
An der Ballade ist das „Ineinander von Zusammenhang und Bruch“ musikalisch faszinierend. „Die Melodie entfaltet sich wie aus einem Guss, dabei fehlt ihr ein markantes Kernmotiv.“ Der Song hat eine komplexe Liedform ABCAB, die sehr unregelmäßig gegliedert ist: Der A-Teil umfasst zehn Takte, der B-Teil vier und der C-Teil acht Takte.

## Erste Einspielung
Zum ersten Mal wurde sie von Miles Davis 1955 aufgenommen, nachdem sein damaliger Saxophonist John Coltrane das Stück von seinem Jugendfreund Golson erhielt. Coltrane hatte gerade den Job bei Davis bekommen. „Nach seiner ersten Woche Proben im etwa neunzig Meilen entfernten New York kam John für ein paar Tage nach Philadelphia zurück.“ Nach den Erinnerungen von Golson fragte er diesen, ob er „irgendwelche Stücke hätte, die Miles gefallen könnten.“ Golson gab ihm Stablemates mit, das dann im Herbst 1955 für Prestige Records eingespielt wurde. Diese Erstaufnahme „setzte in Tempo und Dynamik Maßstäbe und begründete zugleich Golsons Ruf als Komponist.“

## Wirkungsgeschichte
Stablemates wurde bereits im März 1956 das nächste Mal aufgenommen, durch Paul Chambers, der wie seine Mitmusiker Coltrane und Philly Joe Jones auch an der Ersteinspielung beteiligt war. Mal Waldron erkannte gleichfalls das Potenzial des Songs und nahm ihn im November 1956 auf. Lee Morgan spielte ihn 1957 live im Lighthouse Cafe und kurz darauf auch mit der Bigband von Dizzy Gillespie. Auch Joe Puma beschäftigte sich schon im gleichen Jahr mit der Ballade, die auch von Howard Rumseys Lighthouse All Stars, Art Farmer, Jackie McLean sowie Milt Jackson/Wes Montgomery aufgenommen wurde. Stablemates wurde auch von Anthony Braxton gespielt. Stan Getz hatte die Ballade zunächst mit Chet Baker 1983 während einer unglücklich verlaufenden Europatournee im Programm, um dann kurz vor seinem Tod 1991 sie noch einmal im Duo mit Kenny Barron aufzunehmen.

## Diskographie
- Miles Davis: Miles (Prestige, 1955)
- Benny Golson: Benny Golson Quartet (LRC, 1990)